# Parafia św. Jana Chrzciciela w Narzymiu

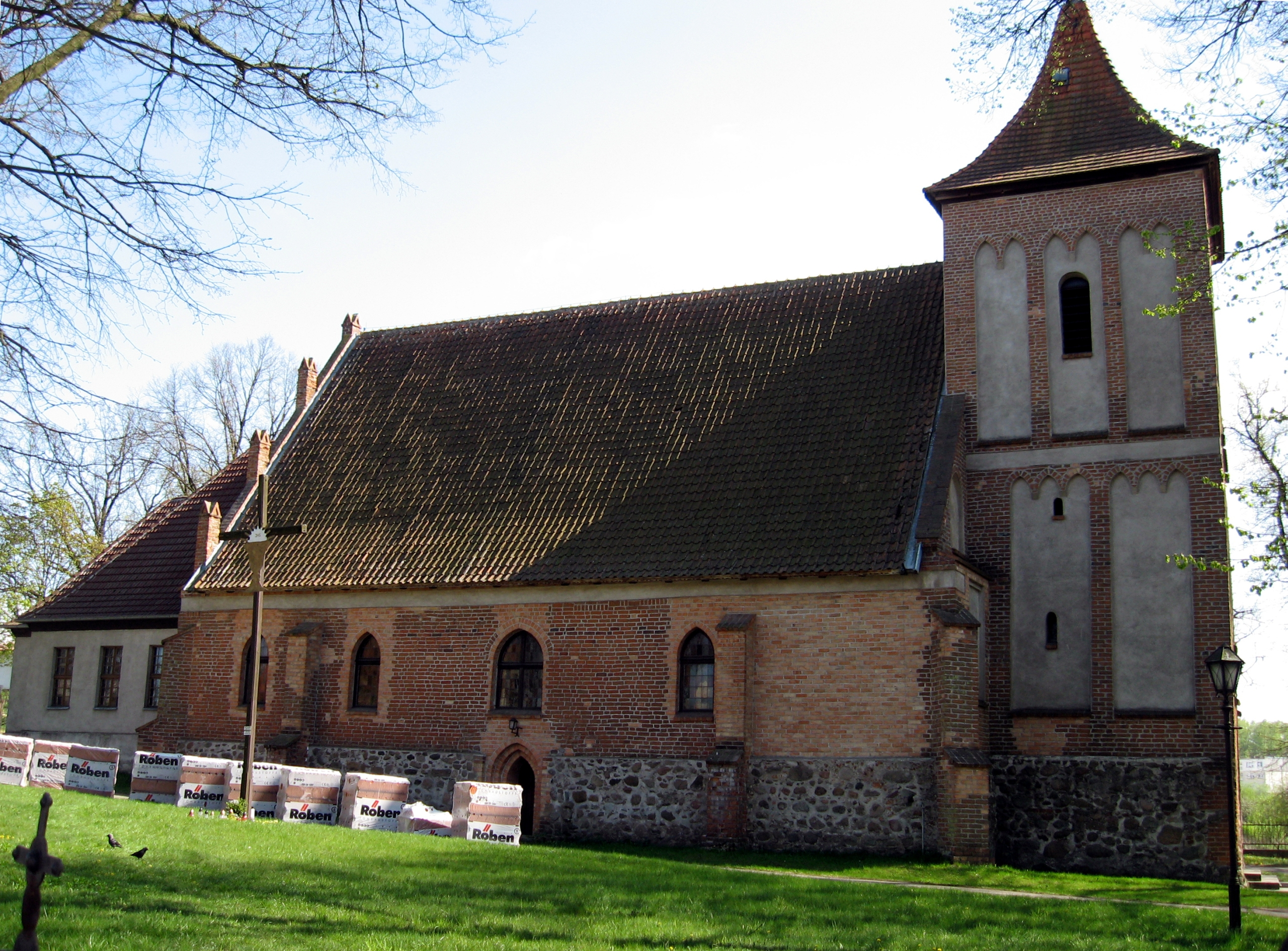
Kościół parafialny

Parafia św. Jana Chrzciciela w Narzymiu – parafia rzymskokatolicka w diecezji toruńskiej, w dekanacie działdowskim, z siedzibą w Narzymiu.

## Historia[1]
Przywilej lokacyjny wsi pochodzi z 1384 r., kiedy to wielki mistrz nadał rycerzowi Mieczysławowi i jego braciom 100 włók ziemi. Kościół wybudowano w Narzymiu na początku XV wieku, został on jednak zniszczony w czasie wojny polsko-krzyżackiej w 1410 r. Na przełomie XV i XVI w. na starych fundamentach wybudowano nową świątynię. W 1535 r. kościół został przejęty przez protestantów. W okresie międzywojennym parafia pozostawała wciąż własnością gminy protestanckiej, natomiast mniejszość katolicka należała do parafii Św. Wojciecha w Działdowie. Po II wojnie światowej kościół został przejęty przez katolików i stał się filią parafii w Iłowie. Parafia narzymska została erygowana dekretem z dnia 1 lipca 1963 r. wydanym przez biskupa chełmińskiego – Kazimierza Kowalskiego.
Kościół parafialny obecnie jest pod wezwaniem Św. Jana Chrzciciela. Administracyjnie podlegał diecezji chełmińskiej, a po reformie z 25 marca 1992 do diecezji toruńskiej.

## Kościół parafialny[2]
Budynek kościoła to niewielka ceglana świątynia z wieżą od zachodu posadowiona jest na masywnym kamiennym fundamencie. Od wschodu przylega do niej zakrystia z początku XX wieku. Na wieży kościelnej do dziś można znaleźć ślady wizyty Armii Czerwonej. Zabytkowe wyposażenie wnętrza świątyni zostało niemal w całości zniszczone przez katolików (w 1945). Zachowała się jedynie gotycka skarbonka oraz kamienna chrzcielnica, mająca według kroniki kościelnej pochodzić z lat 1225–1230. Wokół kościoła rozciągał się kiedyś cmentarz (dziś wszystkie nagrobki spoczywają razem z dawnym wyposażeniem kościoła w pobliskim bagnie).
Na ścianach zewnętrznych można zobaczyć koliste otwory w cegłach. Powstały one przez mozolne "wiercenie" palcami przez wiernych. Był to specyficzny rodzaj odprawiania pokuty, mający swe korzenie jeszcze w średniowieczu.

## Relikwie
Obecnie w kościele parafialnym w Narzymiu znajdują się relikwie Jana Pawła II, to jest krew, przekazane parafii przez kardynała prezbitera Stanisława Dziwisza z Krakowa

## Grupy parafialne
Rada parafialna, Żywy Różaniec, Koło ministranckie

## Miejscowości należące do parafii
- Brodowo
- Wierzbowo
- Mansfeldy
- Gajówki